# Fulko IV. z Anjou
Fulko IV. z Anjou (francouzsky Foulque le Réchin nebo  Foulque le Querelleur, 1043 – 14. dubna 1109, Angers) byl hrabě z Anjou a Tours.

## Život

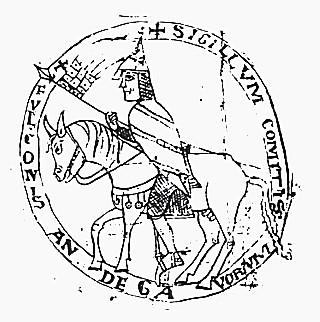
Nákres Fulkovy pečeti

Fulko s přízviskem Morous byl mladším synem hraběte Geoffroye z Gâtinais a Ermengardy, dcery Fulka Nerry z Anjou.
| „       | Já, anjouský hrabě Fouque, syn Geoffroie z Château-Landon a Ermengardy, dcery anjouského hraběte Fouquea, synovec Geoffreie Martela, který byl synem téhož mého předka Fouquea a bratrem mé matky, jsem se rozhodl svěřit písmu, jak moji předkové získali své důstojenství, jak je drželi až do mých časů a jak jsem s pomocí božího milosrdenství držel já... | “ |
| — Fulko | |   |

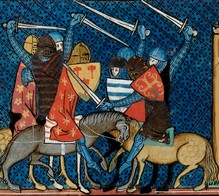
Spory o vládu nad Anjou (středověká iluminace)

Společně se svým starším bratrem Geoffroyem vstoupil do služeb bezdětného bojovného strýce Geoffroye, který jej jako sedmnáctiletého pasoval rytířem. Roku 1160 připadlo rozhodnutím umírajícího hrabství Anjou Fulkovu staršímu bratrovi, strýcovu jmenovci a Fulko obdržel pouze jeden hrad. Mezi oběma bratry vypukl spor. Fulko roku 1067 Geoffroye, exkomunikovaného za porušení církevních práv v Anjou a zbaveného dědictví, ve střetu u Brissacu zajal a uvěznil. Své vítězství považoval za projev boží milosti.
Převzal tak dědictví po strýci a roku 1068 Geoffroye zajal a uvěznil znovu. Gâtinais, dědictví po otci, použil k úplatě francouzského krále, kterou chtěl získat souhlas s celou akcí a udělení hrabství Anjou v léno.
O rok později se Fulko poprvé oženil s Hildegardou z Beaugency. Po Hildegardině smrti se oženil ještě čtyřikrát a své ženy postupně zapudil. Poslední pátá manželka Bertrada z Montfortu mu odešla sama, podle kronikáře protože nechtěla být zapuzena jako běhna a vdala se za krále Filipa, který kvůli hříšné náklonnosti k hraběnce z Anjou opustil královnu Bertu Holandskou.
| „                          | Svou vlastní ženu odvrhl a spojil se manželstvím s ženou svého vazala... | “ |
| — Bernold ze Saint-Blasien |                                                                          |   |

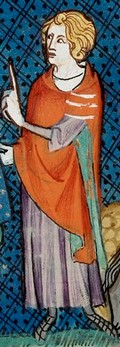
Fulko Morous (středověká iluminace)

Fulko po Bertradině odchodu nepodnikl žádnou odvetnou akci. Až roku 1094 papežský legát zbavil samotného hraběte exkomunikace za uvěznění bratra a potvrdil jej jako vlastníka hrabství. Poté se začal Fulko zajímat o svou poslední ženu a zasadil se o potvrzení jeho příbuzenského vztahu s králem a tím o potvrzení Filipova incestu. Provinilý panovník byl společně s Bertradou několikrát exkomunikován, sliboval v rouchu kajícníka a bosý, ale ani církevní klatba pár nepřiměla k odluce.
Roku 1106 se Fulko, potírající vzpouru staršího syna, dokonce stal v Angers hostitelem krále a své bývalé ženy.
| „       | Přivedla ho do stavu tak zjihlého, že se jí dál kořil jako své paní, že usedal jak často jen mohl na stoličku k jejím nohám a ve všem se podával její vůli... | “ |
| — Suger | |   |

Bertrada se po Filipově smrti roku 1108 k Fulkovi vrátila a zřejmě dohodla sňatek jejich společného syna Fulka s Ermengardou, dědičkou Maine a opuštěnou snoubenkou Fulkova staršího syna.
Hrabě zemřel v dubnu 1109 a byl pohřben v klášterním kostele sv. Trojice v Angers. Do dějin se zapsal jako muž, který dlouhá léta věznil svého bratra, byl opuštěný Bertradou, zavedl módu střevíců se zdviženou špičkou a trápily jej mozoly na nohou. Jeho hlavním počinem však zřejmě bylo sepsání dějin hrabat z Anjou a objednávka díla Gesta Consulum Andegavorum.